# Міагра новогвінейська

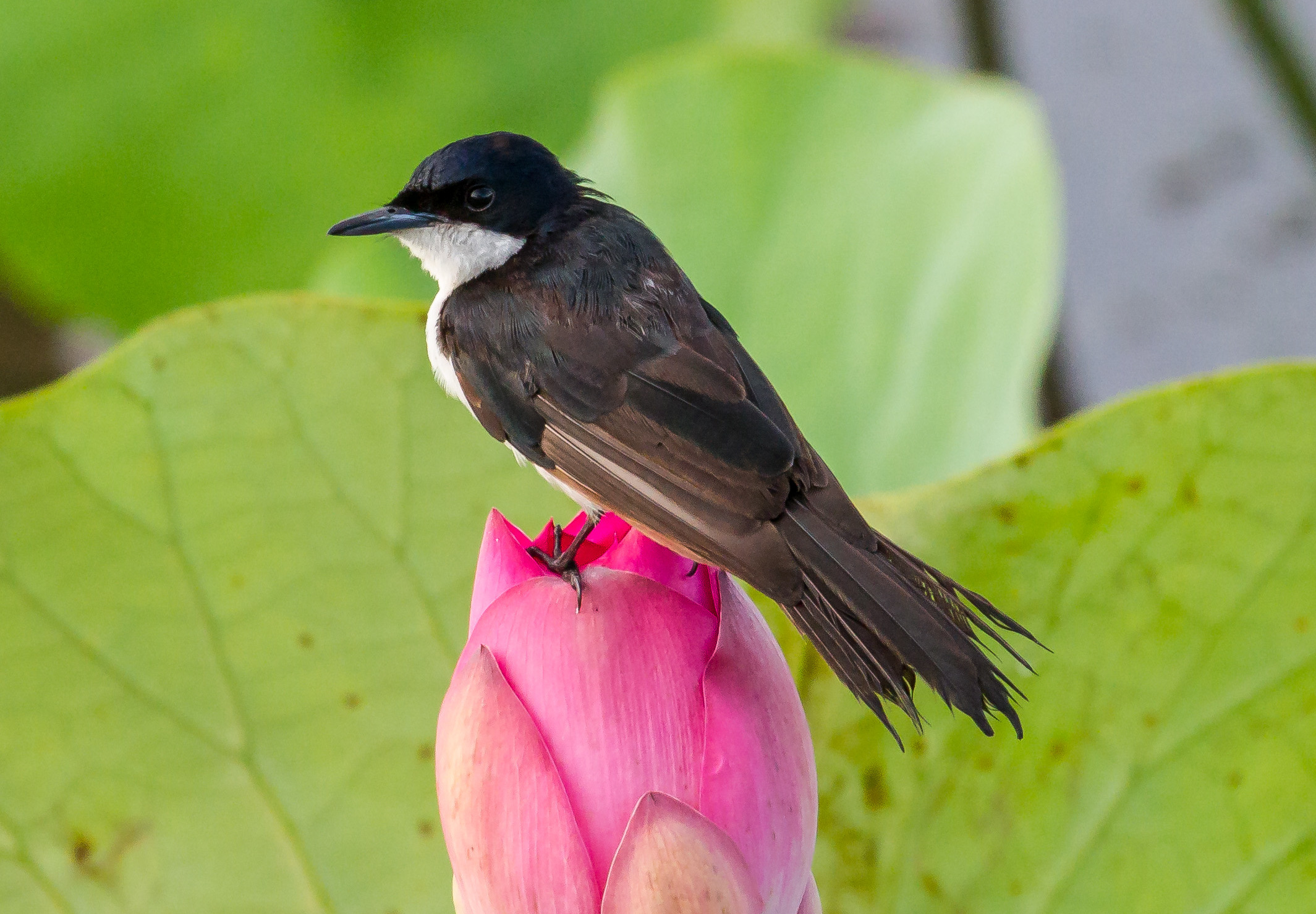
Новогвінейська міагра

Міа́гра новогвінейська (Myiagra nana) — вид горобцеподібних птахів родини монархових (Monarchidae). Мешкає в Австралії та на Новій Гвінеї. До 1999 року вважалася підвидом білогорлої міагри.

## Поширення і екологія
Новогвінейські міагри мешкають на півночі Австралії, від Кімберлі на заході до південного заходу півострова Кейп-Йорк на сході, на острові Сайбай та на півдні Нової Гвінеї, від Мерауке на заході до річки Бенсбах на сході. Вони живуть в сухих евкаліптових і чайнодеревних лісах, на заплавних луках, в парках і садах.

## Поведінка
Новогвінейські міагри живуть поодинці або парами. В Австралії сеон розмноження триває з листопада по січень. Гніздо чашоподібне, зроблене з кори і трави. В кладці одне білувате яйце, поцятковане рудувато-коричневими і сірими плямами.